# Lyman Spitzer
Pour les articles homonymes, voir Spitzer et Lyman (homonymie).
Lyman Spitzer, Jr. (26 juin 1914 - 31 mars 1997) est un astrophysicien américain, auteur d'environ 240 articles scientifiques, dont 155 en premier auteur et 128 dans des journaux scientifiques à comité de lecture.

## Biographie
D'après sa biographie[réf. nécessaire], il serait le premier à avoir exprimé l'idée d'envoyer un télescope en orbite terrestre. Il participa activement à la réalisation du projet du télescope spatial Hubble. Il fut lauréat de la médaille Franklin en 1980 pour ses travaux de recherche sur les mécanismes de formation des étoiles.
Son nom a été donné au télescope spatial Spitzer (SIRTF) une fois qu'il fut mis en orbite, en 2003. L'astéroïde (2160) Spitzer est nommé en son honneur.

## Écrits
- Physique des gaz complètement ionisés (Dunod, 1959)

## Distinctions et récompenses
- Henry Norris Russell Lectureship en 1953
- Médaille Bruce en 1973
- Médaille Henry Draper en 1974
- Médaille d'or de la Royal Astronomical Society en 1978
- Médaille Franklin en 1980
- Prix Jules-Janssen en 1980
- Prix Crafoord en 1985

Lyman Spitzer est devenu membre étranger de la Royal Society le 28 juin 1990